# Haunt
Ne doit pas être confondu avec Haunt (film, 2019).
Haunt est le héros éponyme d’une série de comics créée par Robert Kirkman, Greg Capullo, Todd McFarlane et Ryan Ottley. Elle est publiée aux États-Unis par Image Comics d'octobre 2009 à novembre 2012 et traduite en France depuis février 2011 par les éditions Delcourt dans la collection « Contrebande ».

## Synopsis
Kurt et Daniel Kilgore sont frères. Kurt est agent secret, travaillant pour l'Agence tandis que Daniel est prêtre. De retour de mission, Kurt est tué peu de temps après s'être confessé auprès de son frère... et revient hanter Daniel ! Les deux frères découvrent ainsi qu'ils peuvent fusionner pour donner forme à une entité appelée Haunt.
Daniel est alors entraîné bien malgré lui dans une aventure à cent lieues de sa vie quotidienne de prêtre catholique. Il plonge dans une existence d'espion, où meurtres, mystères et autres trahisons deviennent son pain quotidien. Daniel va donc devoir s'adapter très vite - avec l'aide de son frère - à sa nouvelle vie afin de découvrir l'identité de l'assassin de Kurt et essayer de ne pas y laisser la peau dans la foulée...

## Personnages
Classés par ordre d'importance :
- Daniel Kilgore : Après que son grand amour Amanda le quitte pour son propre frère, Daniel se tourne vers les ordres religieux. Il devient prêtre catholique et est nommé à la cathédrale Saint-Patrick de New York comme adjoint du père Pearson. Très torturé, il fume beaucoup. Il fréquente deux à trois fois par semaine une prostituée nommée Charity. Confesseur attitré de son frère Kurt, il lui voue une haine farouche depuis qu'Amanda et lui se sont mariés. Plus petit que son frère, il est brun aux yeux marron.
- Kurt Kilgore :  Il est espion et effaceur d'une agence secrète du gouvernement américain basée à New York. Devenu gênant, il est assassiné sur l'ordre d'un membre corrompu de sa société. Il  revient alors hanter son frère Daniel avec qui il s'unit parfois pour donner forme à une entité surnommée Haunt. Il avait épousé Amanda mais avait eu plusieurs maîtresses. Aux derniers instants de sa vie, il comptait refaire sa vie avec Mirage, la dernière en date. Il est grand, blond et a des yeux marron.
- Beth Tosh : Elle est directrice adjointe de l'agence. Elle fut brièvement la maîtresse de Kurt Kilgore. Après l'assassinat de Stantz, elle est nommée directrice. Brune aux cheveux long et aux yeux bleus, elle porte souvent une robe courte rouge.
- Hurg : C'est un puissant homme d'affaires et malfrat. Il est de mèche avec la directrice Rhodes. Il engage Cobra pour interroger Daniel Kilgore. C'est un vieil homme à la forte carrure. Légèrement dégarni, il porte une queue de cheval et une barbe entretenue. Il est obsédé par les régimes. Il ne sort jamais sans ses deux femmes de compagnie.
- Cobra : C'est un tueur à gage et mercenaire. Il est engagé par Hurg pour faire parler Daniel Kigore. Il manie aussi bien les armes à feu que les armes blanches. D'une stature impressionnante, il a les cheveux teints en rouge et porte un tatouage rituel sur la gauche de son visage.
- Amanda Kilgore : C'est le grand amour de Daniel Kilgore. Elle le quitte pour son frère Kurt. Ils se marient peu après. Elle ignore le vrai métier de son époux et se retrouve fréquemment seul quand celui-ci part en mission. Elle est comptable dans un grand hôpital de New York. Elle est châtain et a les yeux marron.
- Autumn Katerine Mueller alias Charity : Petite amie de Daniel. C'est une ancienne prostituée que Daniel fréquentait quand il était encore dans les ordres. Elle est blonde aux yeux bleus.
- Scott Groves : C'est un analyste travaillant à l'agence. Il développe une affection particulière envers Daniel. Il est grand, blond et porte des lunettes.
- Theresa Rhodes : Elle est directrice adjointe de l'agence. Elle est en fait un agent double. Elle ordonne l'exécution de Kurt Kilgore puis plus tard abat le directeur Stantz. Toujours vêtue d'un tailleur, elle est blonde aux cheveux courts.
- L'apparition : C'est un être rouge et noir qui est non visible par le commun des mortels. Elle est chargée d'absorber Kurt pour le renvoyer dans le royaume des morts.
- Mike : C'est le responsable du département analyse de l'agence. Il est le supérieur de Scott. C'est un petit homme gros et chauve. Il porte une barbe rousse et des lunettes.
- Mirage : C'est une ancienne espionne de l'agence qui travaille ensuite en indépendant. Elle est la dernière maitresse en date de Kurt Kilgore. Il souhaitait arrêter son métier pour refaire sa vie avec elle. Elle porte de longs cheveux bruns et a des yeux bleus.
- Stéphanie dite Steph : Elle est analyste à l'agence et la colocatrice de Daniel. Elle a de longs cheveux roux[2].

## Publication

### Aux États-Unis
Version originale, Image : 
- Haunt Preview (juillet 2009)[3] ;
- Haunt (2009-2012)[4].

### En France
Les 7 premiers numéros ont été prépubliés dans le magazine Les Chroniques de Spawn en 2009 et 2010. Les albums sont édités par Delcourt dans la collection Contrebande.
- 1. Frères ennemis (Haunt US #1-6), 2 février 2011
Scénario : Robert Kirkman et Todd McFarlane - Dessin : Greg Capullo et Ryan Ottley - Couleurs : Fco Plascencia -  (ISBN 978-2-7560-2507-0)[1]
- 2. Mirage (Haunt US #7-12), 24 août 2011
Scénario : Robert Kirkman et Todd McFarlane - Dessin : Greg Capullo - Couleurs : Fco Plascencia -  (ISBN 978-2-7560-2561-2)[5]
- 3. Prédateur (Haunt US #13-18), 4 janvier 2012
Scénario : Robert Kirkman et Todd McFarlane - Dessin : Greg Capullo, Jonathan David Goff, Todd McFarlane, Travis Sengaus et Sheldon Vella - Couleurs : Fco Plascencia, Ivan Plascencia et Thomas Mason -  (ISBN 978-2-7560-2851-4)[6]
- 4. Rupture (Haunt US #19-24), 20 mars 2013
Scénario : Joe Casey - Dessin : Nathan Fox - Couleurs : Fco Plascencia -  (ISBN 978-2-7560-2941-2)[7]
- 5. Relation fusionnelle (Haunt US #25-28), 21 août 2013
Scénario : Joe Casey - Dessin : Nathan Fox, Todd McFarlane et Kyle Strahm - Couleurs : Ivan Plascencia et Brad Simpson -  (ISBN 978-2-7560-4724-9)[8]

Le 13 octobre 2021, Delcourt sort un album Intégrale  (ISBN 978-2413027560) regroupant tous les numéros écrits et dessinés par les créateurs originels de la série (Haunt US #1-18) soit les 3 premiers albums rigides sortis en France, les deux derniers ayant subis un changement d'équipe. Cet album bénéficie d'une section croquis et dessins à la fin.

## Réception
Le site BDtheque confère à la série Haunt une note moyenne de 3 sur une échelle de 5 et la Bédéthèque une note moyenne de 3,1 sur 5.